# Bird Box
Bird Box är en amerikansk postapokalyptisk skräck-thrillerfilm från 2018 i regi av Susanne Bier. Filmen är baserad på Josh Malermans roman med samma namn från 2014. I huvudrollen ses Sandra Bullock och i övriga roller märks Trevante Rhodes, John Malkovich, Danielle Macdonald och Sarah Paulson.

## Handling
Filmen följer Malorie Hayes (Sandra Bullock), som försöker skydda sig själv och sina barn från ondskefulla övernaturliga väsen som förmår människor som ser dem att omedelbart tappa förståndet och begå självmord. För att skydda sig från denna ständigt hotande osynliga fara är de tvungna att bära ögonbindel.

## Rollista i urval
- Sandra Bullock - Malorie
- Trevante Rhodes - Tom
- Jacki Weaver - Cheryl
- John Malkovich - Douglas
- Sarah Paulson - Jessica
- Rosa Salazar - Lucy
- Danielle Macdonald - Olympia
- Lil Rel Howery - Charlie
- Tom Hollander - Gary
- Colson Baker - Felix
- BD Wong - Greg
- Pruitt Taylor Vince - Rick
- Vivien Lyra Blair - Girl/Olympia
- Julian Edwards - Boy/Tom
- Parminder Nagra - Dr. Lapham
- Rebecca Pidgeon - Lydia
- Amy Gumenick - Samantha
- Taylor Handley - Jason
- Happy Anderson - man i floden